# Deinacrida heteracantha
Deinacrida heteracantha  (англ.) — вид крупных прямокрылых насекомых рода Deinacrida из семейства Anostostomatidae, или Уэта. Новая Зеландия. В естественных условиях обитает только на острове Литтл-Барриер (к северо-востоку от новозеландского острова Северный).

## Описание
Бескрылые прямокрылые с большим толстым телом. Одно из тяжелейших насекомых в мировой фауне. Самки данного вида достигают длины 8,5 см и весят до 71 г (средний вес большинства экземпляров составляет около 43 г). Большую часть веса составляют будущие яйца, находящиеся в брюшке самки. Вес самок без яиц редко превышает 19 г.
Задняя голень с четырьмя толстыми шипами в каждом из рядов. Шипы из внутреннего ряда длиннее, чем ширина голени. Длина задней голени у самцов около 50 мм, а у самок 51—54 мм.